# Јакоб Молек Мохор
Јакоб Молек Мохор (Петковец, код Врхнике, 20. јул 1914 — Средња Бистрица, 7. март 1945), учесник Народноослободилачке борбе и народни херој Југославије.

## Биографија
Јакоб Молек рођен је 20. јула 1914. године у Петковцу код Врхнике. Пре рата је радио као кожарски радник у Камнику.
Већ у априлу 1941. године учествовао је у првим припремама за организовану борбу. Био је један од главних организатора устанка у камнишком срезу, где је сакупљао прве борце и дизао народ на устанак. Био је у првој партизанској групи, из које је настала Прва камнишка чета и остао у њој док није био формиран Камнишки батаљон. С тим батаљоном је учествовао у бици код Дражгоша, а затим је са својом четом отишао назад у Тухињску долину, за кратко време окупио 150 бораца и основао Камнишко-кокршки партизански одред.
Са својим борцима је учествовао у многим сукобима против непријатеља. Јуна 1942. године је с њима заузео упориште Страјне, затим Чрнивец, па су онда следиле добро припремљене акције на Козјаку и Брезовици. 10. маја 1942. године, Молек је с мањим бројем партизана цео дан пружао отпор бројнијем непријатељу и нанео му велике губитке.
Учествовао је у заузимању Нове Штифте и у ослобођању горње Савињске долине. Тада је већ био политички комесар батаљона. До лета 1944. године био је заменик политичког комесара у Шестој бригади „Славко Шландер“. У јесен 1944. послан је у Штајерску, где је био члан Покрајинског комитета Комунистичке партије Словеније.
Крајем 1944. године отишао је у Прекомурје, где је у Средњој Бистрици погинуо у борби 7. марта 1945. године. Сахрањен је у Горњој Бистрици.
Одлуком председника Федеративне Народне Републике Југославије Јосипа Броза Тита, 27. новембра 1953. године, проглашен је за народног хероја.